# Nietzsche-Rezeption im Nationalsozialismus
Die Nietzsche-Rezeption im Nationalsozialismus ist ein Gegenstand der philosophiehistorischen Forschung. Sie beschäftigt sich mit der Frage, welchen Einfluss das Werk des Philosophen Friedrich Nietzsche auf den Nationalsozialismus hatte. Eine besondere Rolle spielt dabei das Nietzsche-Archiv.

## Institutionelle Nietzsche-Rezeption
Im Februar 1932 überreichte Hitler Nietzsches Schwester Elisabeth Förster-Nietzsche in Weimar einen Rosenstrauß. Sie revanchierte sich später, indem sie Hitler Nietzsches Spazierstock schenkte. Nietzsche wurde jedoch weder in öffentlichen noch in privaten Reden Hitlers erwähnt, der Nationalsozialismus beschränkte sich in dieser Hinsicht auf symbolische Gesten. 
1934 wurde Nietzsches Also sprach Zarathustra im Grabgewölbe des Tannenberg-Denkmals neben Alfred Rosenbergs Der Mythus des 20. Jahrhunderts und Hitlers Mein Kampf niedergelegt.
Zur Trauerfeier für die verstorbene Elisabeth Förster-Nietzsche erschien Hitler 1935 im Nietzsche-Archiv.
1934 kam die Idee auf, in der Nachbarschaft des Archivs eine Nietzsche-Gedächtnishalle zu errichten. Hitler spendete für das Projekt 50.000 RM aus seinem Privatvermögen. Gefördert wurde das Projekt besonders von Fritz Sauckel. 1937 begann auf dem Nachbargrundstück des Nietzsche-Archivs der Bau, der jedoch nach Kriegsbeginn nicht fertiggestellt werden konnte. Von 1935 bis 1941 wurden insgesamt 557.000 RM zur Verfügung gestellt, einzig Propagandaministerium und Reichserziehungsministerium weigerten sich ausdrücklich, den Bau zu unterstützen. Mussolini entsandte auf Bitte Georg Lüttkes eine Dionysos-Statue, die erst 1944 eintraf und nicht aufgestellt werden konnte, weil sie nicht in die Nischen der Nietzsche-Gedächtnishalle passte und die Halle selbst inzwischen von der Thüringischen Regierung und Polizei genutzt wurde.
1944 jährte sich der Geburtstag Nietzsches zum hundertsten Mal. Jubiläumsausgaben waren geplant, wurden aber kriegsbedingt nicht verwirklicht. Zur Gedenkstunde am 15. Oktober 1944 in Weimar hielt Alfred Rosenberg eine Ansprache. Zum selben Anlass hielt Heinrich Härtle einen Vortrag in Wilhelmshaven, Hans Frank in Krakau.

## Individuelle Nietzsche-Rezeption
Um eine Nietzsche-Rezeption bemühte sich insbesondere Alfred Baeumler. Seinen Aufsatz Nietzsche und der Nationalsozialismus schloss Baeumler mit den Worten: „Und wenn wir dieser Jugend zurufen: Heil Hitler! – so grüßen wir mit diesem Rufe zugleich Friedrich Nietzsche.“ (Baeumler, in: Nationalsozialistische Monatshefte, Heft 49 April 1934, 5. Jg.)
Hans Joachim Falckenberg nahm Nietzsche als Gewährsmann für ein neues Wissenschaftsideal: „Wahrhaft sein, heißt erkennen, daß es nichts für alle absolut Gültiges, Unveränderliches gibt, also keine ‚Wahrheit‘ […] Und nehmen wir Nietzsche als geistigen Führer zu einer neuen Kultur, so dürfen, ja müssen wir sagen: Die deutsche Kultur sei eine Einheit; das heißt alle Teile müssen deutsch sein. Und somit auch die Wissenschaft.“ (Falckenberg: Nietzsche und die politische Wissenschaft. In: Volk im Werden, 2, 1934, S. 457)
Fritz Giese begrüßte die „Gegenwart“ als die „wahrhafte Erfüllung“ der Philosophie Nietzsches. (Giese: Nietzsche, die Erfüllung. Tübingen 1934, S. 2)
Hermann Glockner widerspricht in seinem Artikel „Die Philosophie in der geistigen Bewegung des neuen Deutschlands“ (1934) Bestrebungen, den philosophischen Diskurs im Nationalsozialismus auf Nietzsche festzulegen. Die Verdienste Nietzsches will er nicht bestreiten, doch wendet sich Glockner dagegen, dass aus Nietzsche „der Philosoph des Nationalsozialismus“ gemacht werden soll. (Glockner, in: Völkische Kultur, Februar 1934, S. 46) Stattdessen befürwortet er es, Hegel zum NS-Philosophen zu machen.
Aus den Nietzsche-Vorlesungen Martin Heideggers ab 1936 ergibt sich, seiner späteren Selbstinterpretation und mehreren Interpreten zufolge, dass er die Ideologie des Nationalsozialismus nicht mit Nietzsches Werk begründen wollte und sich gegen eine nationalsozialistische Vereinnahmung der Philosophie Nietzsches wendete. Ab 1936 hat Heidegger als Mitglied des wissenschaftlichen Ausschusses des Nietzsche-Archivs an einer Neuausgabe des Nachlasses von Nietzsche mitgearbeitet. In dieser Zeit hat er sich kritisch zu Versuchen der Einflussnahme aus dem Amt Rosenberg geäußert. 1942 ist er von seinen Aktivitäten beim Nietzsche-Archiv ohne nähere Begründung zurückgetreten.
Die 1940 gestartete Aktion Kriegseinsatz der Geisteswissenschaften bezog sich positiv auf Nietzsche. Die zwei in diesem Projekt herausgegebenen Werke enthielten je einen Aufsatz zu Nietzsche, im ersten Band einen Beitrag von Günther Lutz: Nietzsche, im zweiten Die Idee des Krieges bei Goethe, Hölderlin, Nietzsche von Kurt Hildebrandt.
Karl Otto Schmidt reihte Nietzsche, der „mehr deutsch als die Deutschen seiner Zeit“ gewesen sei, in die NS-Ahnengalerie ein. (Schmidt: Liebe Dein Schicksal! Des Übermenschen Morgenröte. Nietzsche und die deutsche Erneuerung; Pfullingen 1933, S. 8) „Das Führertum, das Nietzsche ersehnte, hat inzwischen im Nationalsozialismus seine politische, im Neugeist seine geistige Verwirklichung gefunden. Hier sind die 'neuen Befehlshaber' und die 'neuen Philosophen', nach denen er rief“ (Schmidt 1933, S. 6). Aus der Schicksalsliebe (Nietzsches Amor fati) leitet Schmidt zwei Anpassungsgebote ab: „Gleiche entweder die Verhältnisse Dir oder Dich den Verhältnissen an“ (Schmidt 1933, S. 15), „lerne die 'geheime Ordnung' in allem Geschehen zu erkennen und Dich dieser Ordnung anzugleichen. Kannst Du nicht haben, was Du liebst, so liebe das, was Du hast; liebe Dein Schicksal, wie es ist - umso größer wird die Fülle der Kraft und des Glücks, die in Deinem Leben aufquillt.“ (Schmidt S. 16) Darüber hinaus hielt Schmidt Nietzsches Philosophie und Christentum für vereinbar. Mit Nietzsche versucht er das „echte“ Christentum als ein „Christentum der Tat“ freizulegen, das durch die Kirche verfälscht worden sei. (Schmidt 1933, S. 16)
Heinrich Weinstock spricht im Gegensatz zu Falckenberg mit Nietzsche eine Warnung aus, die Bildung Führer und Staat zu unterstellen. „Aufs leidenschaftlichste wehrt sich Nietzsche dagegen, daß der Staat über die Bildung verfügen und das echte Bildungsbedürfnis festzusetzen habe […] Dieser preußischen 'Unterordnung aller Bildungsbestrebungen unter Staatszwecke', die den bildungszerstörenden Unsinn des Berechtigungswesens verschuldet hat, stellt Nietzsche das antike Staatswesen gegenüber. […] Hier ist vor sechzig Jahren die Lehre vom totalen Staat, die freilich in einer staatsohnmächtigen Zeit ihre gesunde aufrüttelnde Bedeutung hatte, als Irrlehre durchschaut“ (Weinstock 1934, S. 84).
Friedrich Würzbach verband mit Nietzsches Wort von den „guten Europäern“ eine Aufforderung, sich auf die „nationale Eigenart“ zu besinnen: „Indem wir uns gerade jetzt auf unsere nationalen Tugenden wieder besinnen und mit Entschiedenheit alles auszuscheiden versuchen, was nicht zu uns gehört, sind wir auf dem Wege zum guten Europäertum, zum einigen Europa“.

### Nationalsozialistische Nietzschekritiker
Schon 1937 wies Oscar Levy darauf hin, dass das Nietzschebild im Nationalsozialismus gespalten war. So gab es Kritiker Nietzsches, die den Philosophen vehement als unvereinbar mit dem Nationalsozialismus ablehnten.
Hans Goebel wendet sich in Nietzsche heute (1935) gegen Rosenberg, Giese und Baeumler. Er will nachweisen, dass Nietzsche nicht der Vordenker des NS-Staates sein kann, da es für ihn nur den guten Europäer gegeben habe. Nietzsche sei zudem Feind des Christentums und des deutschen Volkstums. Wo Nietzsche den Übermenschen wolle, fördere das Reich „gesunde und starke Volksgenossen“. Jede positive Staatskonzeption lasse Nietzsche vermissen.
Curt von Westernhagen meinte, man habe Nietzsche zu Unrecht als Vorkämpfer für Nazi-Ideen hingestellt, sondern vielmehr den Bock zum Gärtner gemacht. Nietzsche sei nicht nur kein Feind der Juden, sondern der geschickteste Anwalt, den sie je gehabt hätten. (Westernhagen: Nietzsche, Juden, Antijuden! Weimar 1937)
Wilhelm Michel, der in Nietzsche in unserem Jahrhundert (1939) das Christentum aus der Perspektive eines katholischen Existentialismus zu verteidigen sucht, kommt zu einer Absage an Nietzsches Philosophie und alle Versuche ihn zum Philosophen des Dritten Reiches zu machen. Die Moral- und Religionskritik Nietzsche identifiziert Michel als marxistisches Gedankengut Nietzsches. (Michel: Nietzsche in unserem Jahrhundert. Berlin 1939, S. 38)
Martin Löpelmann (Nietzsche Nationalsozialist? In: NSEn, 2. Jg., Nr. 28 vom 23. Dezember 1933 S. 497f.) lehnte Nietzsche als nationalsozialistischen Wegweiser oder Geisteshelden ab. Er habe von Kraft und Stärke zu schwärmen verstanden, weil er diese selbst nie besaß. Er kreidet Nietzsche Deutschfeindlichkeit, judenfreundliche Gesinnung und Gegnerschaft gegenüber dem Sozialismus an. Er habe „für die Arbeiterfrage nie Verständnis gehabt.“
Der Philosoph und Pädagoge Ernst Krieck erklärte zur nationalsozialistischen Nietzsche-Rezeption, einen Artikel der französischen Zeitung Le Temps zitierend: „Alles in allem: Nietzsche war Gegner des Sozialismus, Gegner des Nationalismus und Gegner des Rassegedankens. Wenn man von diesen drei Geistesrichtungen absieht, hätte er vielleicht einen hervorragenden Nazi abgegeben.“

## Gleichzeitige nicht-nationalsozialistische Nietzsche-Rezeption
Karl Jaspers verfasste 1936 eine Nietzsche-Monographie, über die er 1946 retrospektiv im Vorwort urteilt: „Mein Buch möchte eine Interpretation sein, die unabhängig vom Augenblick ihrer Entstehung sachlich gültig ist. Aber in jenem Augenblick von 1934 und 1935 wollte das Buch zugleich gegen die Nationalsozialisten die Denkwelt dessen aufrufen, den sie zu ihrem Philosophen erklärt hatten.“ (Jaspers 1946, Vorwort) Hermann Zeltner (1937, S. 256) und Gerhard Lehmann, der für das Amt Rosenberg und Baeumlers Institut für politische Pädagogik arbeitete, lobten das Buch allerdings. Horkheimer warf Jaspers vor, Nietzsches Äußerungen gegen Antisemitismus, Nationalismus, sowie gegen die Deutschen unterschlagen zu haben. (Horkheimer. In: Zeitschrift für Sozialforschung, Jg. 6, 1937) In der Bundesrepublik erneuerte Walter Kaufmann diesen Vorwurf. Jaspers liefere zwar eine „Antithese zu Baeumlers nazistischer Nietzsche-Darstellung“, werde Nietzsche selbst aber dennoch nicht gerecht. (Kaufmann: Jaspers’ Beziehung zu Nietzsche. 1957, S. 419)
Oscar Levy schrieb in den 1930ern, teilweise unter dem Pseudonym Defensor Fidei, Aufsätze über Nietzsche und den Nationalsozialismus, in denen er den Philosophen gegen eine nationalsozialistische Deutung abgrenzte. Levy pointiert: „Mit diesen Ansichten, das ist ganz sicher, wäre Nietzsche also heute im Konzentrations-Lager oder in der Emigrations-Misere“ (Oscar Levy [Defensor Fidei]: Ein Nazi contra Nietzsche (1937), in: Levy 2005, S. 260)
Harry Graf Kessler nutzte Nietzsche zur Korrektur sozialistischer Wirtschafts- und Gesellschaftsmodelle, die er auch im Lager der Nationalsozialisten verbreitet sah. Die Reichstagswahlen vom Juli 1932 bilanziert er dahin, dass „drei Viertel aller deutschen Reichstagswähler und -wählerinnen sich in geheimer Abstimmung zum ‚Sozialismus‘ bekannten“ (Kessler: Staat Wirtschaft und Gesellschaftsordnung bei Nietzsche. In: Evangelisch-Sozial, 38, 1933 S. 7). Dieser Entwicklung will Kessler die „Gegengifte des großen einsamen Aristokraten“ entgegensetzen: „Nietzsche kommt wieder! – Vierzehn Jahre lang ist in Deutschland die Masse vergöttert worden, ob im ‚Arbeiter- und Soldatenrat‘, in der ‚Roten Front‘ oder im ‚Braunen Heer‘, macht dabei wenig aus“ (Kessler 1933, S. 7).
Der deutsch-jüdische Philosoph Karl Löwith machte 1934 auf dem 8. internationalen Philosophiekongress deutlich, dass Nietzsche mit der faschistischen Ideologie unvereinbar sei. Allerdings beurteilte Löwith Nietzsches Philosophie nach dem Weltkrieg kritisch, wenn er auch die Verwendung seiner Schriften im Nationalsozialismus als Missbrauch ansah: „Er hat mit einer ungeheuren Härte und Rücksichtslosigkeit, zu der er in seinen persönlichen Lebensverhältnissen niemals fähig war, Maximen geprägt, die dann in das öffentliche Bewusstsein drangen, um zwölf Jahre hindurch praktiziert zu werden: die Maxime des Gefährlichlebens, die Verachtung des Mitleids und des Verlangens nach Glück und die Entschlossenheit zu einem entschiedenen Nihilismus der Tat, demzufolge man das, was fällt, auch noch stoßen soll.“ […] „Nietzsches Schriften haben ein geistiges Klima geschaffen, in dem bestimmte Dinge möglich wurden, und die Aktualität ihrer Massenauflagen während des Dritten Reiches war kein bloßer Zufall. Umsonst betonte Nietzsche, dass sein „Wille zur Macht“ ausschließlich ein Buch zum Denken sei; denn sein Gedanke war eben doch der Wille zur Macht, von dem er wusste, dass er den Deutschen als Prinzip durchaus verständlich sein werde. Wer die „Sprache der Weltregierenden“ spricht und sich so wie Nietzsche als ein europäisches Schicksal weiß, kann nicht umhin, dieses Schicksal auch selbst „in die Hand“ zu nehmen, um zu beweisen, dass er es ist. Der Versuch, Nietzsche von seiner geschichtlich wirksamen Schuld entlasten zu wollen, ist darum ebenso verfehlt wie der umgekehrte Versuch, ihm jeden untergeordneten Mißbrauch seiner Schriften aufzubürden.“

## Einschätzung der Forschung
Unter Marxisten und Linksliberalen sind es Wolfgang Harich, Georg Lukács, S.F. Oduev und S. Breuer, denen Nietzsche als Visionär des Faschismus und Mitverantwortlicher für das Aufkommen des Nationalsozialismus gilt. Auch einige konservative Denker wie K. Algermissen, Ernst Barthel (Nietzsche als Verführer, 1947), O. Flake, Alfred von Martin und Ernst Sandvoss teilen diese Ansicht.
Insbesondere in Frankreich und Italien erfuhr Nietzsche Rehabilitierung. Deleuze, Guattari, Laruelle, Bataille, Montinari, u. a. machten sich für Nietzsche stark und sahen eine Verfälschung durch die Nationalsozialisten. Die deutsche Philosophie tat sich nach 1945 mit Nietzsche schwer. Ab den 1980ern begann ein neuer Nietzsche-Boom, der Nietzsche zu dem Philosophen machte, zu dem in der Gegenwart am meisten publiziert wird. Die aktuelle Nietzscheforschung in Deutschland geht nahezu einhellig von einem Missbrauch Nietzsches aus, so z. B. Hans-Martin Gerlach.

### Nietzsche-Rezeption zur Zeit des Nationalsozialismus (Auswahl an Monographien)
- Ernst Gutfreund: Der Niedergang der nordischen Rasse oder der Nationalsozialismus im Lichte Nietzsches. Wien 1932.
- Heinrich Härtle: Nietzsche und der Nationalsozialismus München 1937.
- Erich Heintel: Nietzsches „System“ in seinen Grundbegriffen. Eine prinzipielle Untersuchung. Meiner, Leipzig 1939.
- Kurt Liebmann: Nietzsches Kampf und Untergang in Turin. Nietzsche und Mussolini. Leipzig 1934.
- Richard Oehler: Friedrich Nietzsche und die deutsche Zukunft. Leipzig 1935.
- J. Müller-Rathenow: Nietzsches Sehnsucht nach dem kommenden Führer. Leipzig 1936.
- Gottlieb Scheuffler: Friedrich Nietzsche im Dritten Reich. Erfurt 1933.
- Friedrich Würzbach: Nietzsche und das deutsche Schicksal. Leipzig 1933.

### Sekundärliteratur

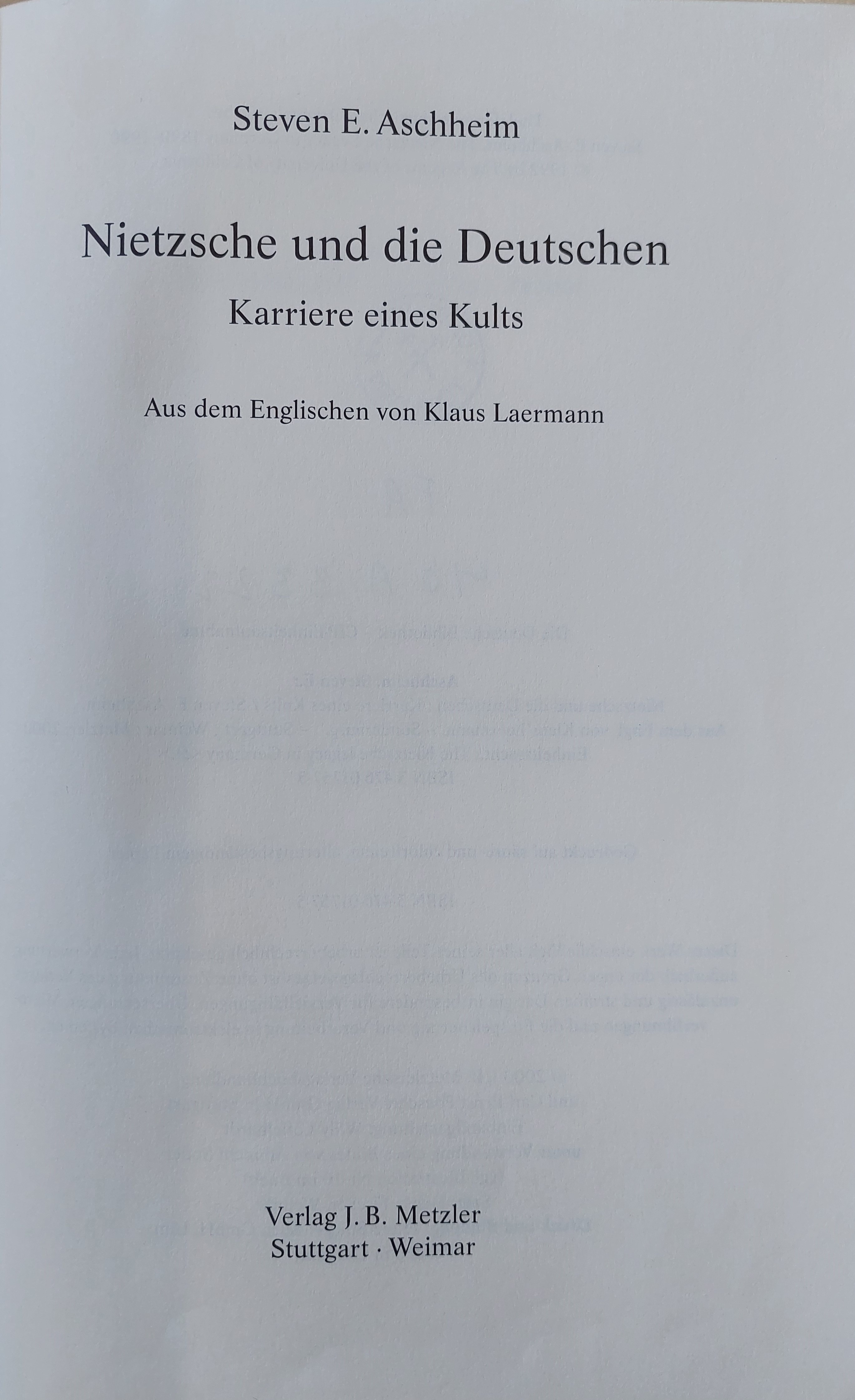
Englisch 1992, Übersetzung ins Deutsche 1996

- Steven E. Aschheim: Nietzsche und die Deutschen. Übersetzung Klaus Laermann. Stuttgart 2000, S. 251–328, 336–352.
- Jacob Golomb, Robert S. Wistrich (Hrsg.): Nietzsche, Godfather of Fascism? On the Uses and Abuses of a Philosophy. Princeton University Press, New Jersey 2009, ISBN 978-1-4008-2533-2
- Jochen Kirchhoff: Nietzsche, Hitler und die Deutschen. Die Perversion des Neuen Zeitalters. Berlin 1990.
- Richard Krummel: Nietzsche und der deutsche Geist. (Quellenregister zur Nietzsche-Rezeption)
- H. Langreder: Die Auseinandersetzung mit Nietzsche im Dritten Reich. Ein Beitrag zur Wirkungsgeschichte Nietzsches. (Diss), Kiel 1971.
- Oscar Levy: Nietzsche verstehen. Essays aus dem Exil 1913–1937. Berlin 2005, S. 225–236, 245–252, 257–268.
- Ernst Nolte: Marx und Nietzsche im Sozialismus des jungen Mussolini, in: Historische Zeitschrift 191, (1960)
- Ernst Sandvoss: Hitler und Nietzsche. Göttingen 1969.
- Bernhard H. F. Taureck: Nietzsche und der Faschismus. Hamburg 1989.
- Martha Zapata-Galindo: Triumph des Willens zur Macht. Zur Nietzsche-Rezeption im NS-Staat. Argument, Hamburg 1995.
- Ernst Tugendhat: Macht und Anti-Egalitarismus bei Nietzsche und Hitler - Einspruch gegen den Versuch einer Verharmlosung. In: Die Zeit, Nr.  38/2000
- Konrad Lotter: Nietzsche Aneignung im deutschen Faschismus (PDF; 272 kB). In: Widerspruch, Nr. 13: Philosophie im deutschen Faschismus (1987), S. 35–43